# Стражица
 Тази статия е за града.  За селото вижте Стражица (село).  
Стра̀жица (до 1883 г. се казва Кадъкьой – селото със съдия / кадия от тур.) е град в Северна България, Великотърновска област, административен център на Община Стражица.
По данни на ГРАО към 15 март 2024 г. в града живеят 5069 души по настоящ адрес и 5452 души по постоянен адрес.

## География
Градът се намира край Голяма река, на 30 км североизточно от Велико Търново. Има гара на железопътната линия София – Варна и шосейни връзки с градовете Горна Оряховица, Велико Търново и Попово.
В землището на града се среща орхидеята Пърчовка.

## История
Благоприятните природо-климатични условия привличат и задържат хората по тези земи още от древността. На много места има останки от селища от праисторическо, тракийско, римско и ранновизантийско време. Повечето от средновековните селища са напуснати или унищожени при османското нашествие от края на ХІV век. Част от археологичните материали, открити случайно или при изкопни работи, са представени в Изложбената зала в града.
Има население от 4093 жители при преброяването през 1965 г.
На 29 август 1969 г. село Стражица става град.

### Земетресението от 1986 г.
В новата история на град Стражица има дата, която разделя събитията „преди“ и „след“. Това е 7 декември 1986 г. - датата на разрушителното земетресение, което преобръща живота на жителите на града и околните села. В района на Стражица са причинени големи разрушения, като в трагедията загиват 2 души. Вследствие от земетресението са разрушени над 150 сгради.

## Население
Преброяване на населението през 2011 г.
Численост и дял на етническите групи според преброяването на населението през 2011 г.:
|                     | Численост | Дял (в %) |
| Общо                | 4417      | 100,00    |
| Българи             | 3637      | 82,34     |
| Турци               | 314       | 7,10      |
| Цигани              | 77        | 1,74      |
| Други               | 23        | 0,52      |
| Не се самоопределят | 141       | 3,19      |
| Неотговорили        | 225       | 5,09      |

## Култура

### Читалище „Развитие“
Народно читалище „Развитие“ е основано на 14 октомври 1895. Първоначално се е помещавало в килийното училище. От 1939 година се помещава в собствена сграда.

### Забележителности
- Картинна галерия с над 807 живописни творби на художници от България, Гърция, Русия, Унгария, Германия и др. Картини – акварел, маслени бой и графика; автори: Михаил Стоянов, Екатерина Стоянова, проф. Светлин Русев, Димитър Казаков, Михалес Гарудис, Васил Стоилов, Никола Маринов, Стоян Венев, Бруно Наградски. Разрушена е от земетресението през 1986 г. и не функционира.
- Стъклопластика и гоблени – 28: Катя Гецова
- Суха игла, дърворезба, лито, гравирано дърво, офорт, смесена техника – 141: Мария Недкова, Иван Гонгалов.
- Скулптура – 30: Ненко Ненков и Николай-Шмиргела.
- Музейна сбирка, проследяваща историята на град Стражица от античността до наши дни.

### Религия
Християнска религия, основно православие. Историческият православен храм „Рождество Богородично“ от 1842 г. е разрушен при земетресението през 1986 г., а новият храм със същото име е осветен през 2007 г. В града има и параклис в чест на Свети Василий Велики. Стражица е част от Горнооряховска духовна околия на Великотърновска епархия на Българската православна църква.
През 2008 г. отваря врати новата протестантска църква „Сион“ в Стражица.

## Образование
- Средно училище „Ангел Каралийчев“. Първото училище е основано през 1834 година. През 1865 г. е основано взаимното училище от Сава Статев. Първата училищна постройка след Освобождението, отговаряща на условията за учебна работа била построена през 1892 г.
- Професионална гимназия по транспорт „Васил Друмев“

## Икономика
Промишленост: месодобивна и месопреработваща, млекопреработваща промишленост, мелничарство, винарство.
Селско стопанство: зърнопроизводство, лозарство, зеленчукопроизводство, млечно животновъдство, птицевъдство, рибовъдство, пчеларство, дърводобив

## Известни личности

### Родени в Стражица
- Ангел Каралийчев (1902 – 1972), писател
- Христо Дюлгеров (1905 – 1982), хоров диригент, цигулар и музикален педагог
- Рачко Ябанджиев (1920 – 2004), актьор
- Йордан Костов (1912 – ?), български политик от БКП
- Димитър Стоянов (1928 – 1999), политик

### Други
- Георги Василев (р. 1946), футболен треньор, работи в града през 1977 – 1979 г.

## Други
На Стражица е наречена улица в кварталите „Лев Толстой“ и „Надежда II“ в София (Карта).